# Sośniak (województwo pomorskie)
Sośniak (kaszb.Sosniôk) – osada kaszubska w Polsce położona na obszarze Pojezierza Kaszubskiego w województwie pomorskim, w powiecie kartuskim, w gminie Przodkowo.
W latach 1975–1998 miejscowość administracyjnie należała do województwa gdańskiego.